# (59425) Xuyangsheng
(59425) Xuyangsheng est un astéroïde de la ceinture principale.

## Description
(59425) Xuyangsheng est un astéroïde de la ceinture principale. Il fut découvert le 7 avril 1999 à la station de Xinglong par Beijing Schmidt CCD Asteroid Program. Il présente une orbite caractérisée par un demi-grand axe de 2,40 UA, une excentricité de 0,11 et une inclinaison de 1,7° par rapport à l'écliptique.